# Garaguso
Garaguso község (comune) Olaszország Basilicata régiójában Matera megyében.

## Fekvése
A település egy, a Cavone folyó völgyére néző dombon épült fel.

## Története
A település területéről számos ókori, a lukániaiakra utaló régészeti lelet került elő. Első írásos említése 1060-ból származik, amikor a tricaricói érsekség birtoka volt. Később a Sanseverino, Poderico és Casa di Palo, majd   Revertera nemesi családok birtoka volt.

## Népessége
A népesség számának alakulása:

## Főbb látnivalói
- San Nicola di Myra-templom
- Palazzo Revertera – a 15. században épült nemesi palota